# Žiješ jen jednou
Žiješ jen jednou (v anglickém originále YOLO) je 4. díl 25. řady (celkem 534.) amerického animovaného seriálu Simpsonovi. Scénář napsal Michael Nobori a díl režíroval Michael Polcino. V USA měl premiéru dne 10. listopadu 2013 na stanici Fox Broadcasting Company a v Česku byl poprvé vysílán 8. května 2014 na stanici Prima Cool.

## Děj
Kirk Van Houten prochází špatně skrývanou krizí středního věku a Homer se ocitá ve vlastní depresi, když mu Marge nechtěně zkazí náladu sdělením, že bude mít stejnou práci, rodinu a zážitky až do smrti. Homer pak Marge ukáže dopisy od svého starého španělského kamaráda na dopisování Eduarda, kterému mladý Homer psal kvůli školnímu projektu, protože zahraniční kamarádi na dopisování od něj vyžadovali méně dopisů než vězni z oblasti. Aby Homera rozveselila, pozve Marge Eduarda k nim do rodiny. Eduardo přijíždí a pomáhá Homerovi plnit jeho dětské sny, jako je jízda na korbě hasičského auta, boj s Piráty z Penzance a rekonstrukce bitvy kapitána Kirka a Gornů ze Star Treku pomocí rekvizit z obchodu Komiksáka. 
Homer se rozhodne splnit si svůj poslední dětský sen: létat jako létající veverka Rocky. Homer s Eduardem letí ve skafandrech a poté, co panikaří, se Homerovi podaří létání ovládnout. Bohužel Homer narazí na nejvyšší budovu ve Springfieldu a spadne na zem. 
Mezitím Kent Brockman odhalí, že žáci Springfieldské základní školy se dopouštějí rozsáhlého podvádění. Líza navrhne vytvořit kodex cti, který přiměje žáky nepodvádět a každého podvodníka udat. Ačkoli každý student zpočátku odmítá, Líze se podaří přimět všechny studenty, aby kodex cti podepsali, a to tak, že se pod kodex cti podepíší nejvlivnější studenti, jako je Nelson (nejsilnější kluk), Martin (nejchytřejší kluk) a Milhouse (třídní šprt), a po několika dnech začne Lízin kodex fungovat, protože studenti se mnohem pilněji učí. Líza náhodou popadne Bartův batoh a zjistí, že Bart podvádí, a tak vyhrožuje, že Barta udá, ale ten ji šachuje samolibým prohlášením, že pokud ho chytí při podvádění, potvrdí to, že její systém nefunguje, a zničí ho. 
Líza má v plánu přinutit Barta, aby se udal sám. Bart to rychle odmítne a odpoví, že jediná věc, která ho donutí se udat, je znamení od Boha. O několik vteřin později Homer spadne (po své předchozí havárii) a přistane na Bartovi (následuje Homerův výkřik, protože Homer sám přistál rychleji než rychlostí zvuku). Bart a Líza to považují za znamení od Boha, a tak se Bart udá. 
Jako poděkování za pomoc při znovunalezení ducha mu Homer slíbí, že Eduarda odveze na letiště. Poté, co se Eduarda zeptá, kde ho chce vysadit, mu řekne, aby „jel tak daleko, kam tě srdce zavede“. Na konci dílu jsou Homer a Eduardo viděni, jak míří k chrámu Sagrada Família v Barceloně.

## Přijetí
Epizoda získala od kritiků smíšené hodnocení. 
Dennis Perkins z The A.V. Clubu dal dílu známku B: „Zvláště po nepořádku a bezduchosti minulého týdne je tato příjemná přímočarost velmi vítaná, i když Homerovo pátrání není na této cestě nijak zvlášť zábavné. Částečně je to dáno tím, že Eduardo není nijak zvlášť výrazná postava. Jakkoli obdivuji hlasovou práci Hanka Azarii, charismatický hlas hosta (zavolejte Javiera Bardema!) by ho pozvedl z šifry „Hankova cizince“, kterou zde zůstal. (Líbil se mi však Eduardův nesourodý vztek nad Homerovými výčitkami z ročenky: ‚Každý má nějakou špatnou historku z ročenky! Špatně mi napsali jméno, smiř se s tím!‘.) Kromě toho se epizoda pozastavuje u některých podivně poetických intermezz (gaučový gag, Homerovo dobrodružství při seskoku padákem, nečekaná hláška na konci), kde jde hudbě a obrazům spíše o náladu než o tvrdý smích. Trochu to zpomaluje tempo, ale pokud si mám vybrat mezi tím, že uvidím, jak si Homer šťastně a klidně plní svůj kluzákový sen (než samozřejmě narazí obličejem do ‚blbé nejvyšší budovy ve Springfieldu‘), a tím, že do seriálu nacpou pár krutých popkulturních gagů (jako minulý týden), jsem rád, když tvůrci trochu rozšíří své plátno.“.
Teresa Lopezová z TV Fanatic udělila epizodě 2,5 hvězdičky: „Ve snaze zůstat aktuální si Simpsonovi tento týden vzali na paškál populární (no, v poslední době populární) frázi ‚YOLO‘. A člověk by řekl, že to bude jen trochu vzrušující. Čtvrtá epizoda 25. řady Simpsonových však byla dalším bezduchým a nudným dílem dlouholetého seriálu.“.
Epizoda získala rating 1,8 a sledovalo ji celkem 4,20 milionu lidí, což z ní ten večer udělalo nejsledovanější pořad bloku Animation Domination.
Michael Nobori byl za scénář k tomuto dílu nominován na Cenu Sdružení amerických scenáristů za vynikající scénář k animovanému filmu na 66. ročníku těchto cen.